# Margarete Bäumer
Margarete Bäumer, geboren als  Margaretha Henrietta Therese Bäumer, später Roßkopf-Bäumer (* 26. Mai 1893 in Düsseldorf; † Dezember 1969 in Inning am Ammersee) war eine deutsche Opernsängerin (Sopran).

## Leben
Margarete Bäumers Vater war der Post-Assistent Heinrich Bäumer. Sie ließ ihre Sopranstimme in Düsseldorf und Köln ausbilden. Erste Auftritte als Konzertsängerin lassen sich im März 1914 in Remscheid und März 1918 in Düsseldorf nachweisen. Bäumer debütierte 1919 am Stadttheater Barmen-Elberfeld. Nach Stationen in Düsseldorf, Zürich, Stuttgart, Berlin (Städtische Oper), Nürnberg und Mannheim kam sie 1934 an das Opernhaus Leipzig, wo sie rasch zum Publikumsliebling avancierte und dann bis 1953 als leitender dramatischer Sopran tätig war. Gleichzeitig hatte sie Engagements an der Bayerischen Staatsoper München (1934–1937) und an der Oper Breslau.
An der Staatsoper Stuttgart war Margarete Bäumer Mitte der 1920er-Jahre in das dramatische Fach gewechselt und wurde fortan zunehmend als Wagner-Sängerin gefeiert. Anlässlich eines Engagements bei der German Grand Opera Company in New York trat sie auf einer Tournee auf allen maßgeblichen Bühnen Nordamerikas auf. Unzählige Gastspiele an den Opernhäusern Europas folgten neben ihren festen Engagements. So sang sie – vornehmlich in Wagner-Partien – unter anderem in Wien (Staatsoper), in Brüssel, Dresden (Staatsoper), Basel, Genf, Paris, Barcelona, Zürich, Prag, Riga, Kopenhagen, Amsterdam, Venedig, Palermo, Turin und Palermo. Bei den Münchner Opernfestspielen trat sie 1935 (als Elektra) und 1936 (als Brünnhilde) auf, bei den Zoppot-Festspielen war sie 1938 (als Brünnhilde) engagiert.
Margarete Bäumer trat zwar ab 1954 weiterhin auf (noch 1960 ein letztes Mal in Leipzig), doch war sie ab diesem Jahr schwerpunktmäßig als Professorin an der Musikhochschule in Leipzig tätig. 1967 übersiedelte sie in die Bundesrepublik Deutschland nach Inning am Ammersee, wo sie 1969 starb.
Margarete Bäumer galt schon zu ihren Lebzeiten als eine der bedeutendsten Wagner-Sängerinnen ihrer Generation. Neuveröffentlichungen von historischen Schallplattenaufnahmen und MP3-Veröffentlichungen auf Musikportalen künden noch heute davon.

## Partien (Auswahl)
- Götterdämmerung (Richard Wagner): Brünnhilde
- Tristan und Isolde (Richard Wagner): Isolde
- Parsifal (Richard Wagner): Kundry
- Elektra (Richard Strauss): Elektra
- Der Rosenkavalier (Richard Strauss): Marschallin
- Die Frau ohne Schatten (Richard Strauss): Kaiserin, Färberin
- Iphigenie auf Tauris (Christoph Willibald Gluck): Iphigenie
- Idomeneo (Wolfgang Amadeus Mozart): Elettra
- Fidelio (Ludwig van Beethoven): Leonore
- Aida (Giuseppe Verdi): Aida
- Tosca (Giacomo Puccini): Tosca
- Der arme Heinrich (Hans Pfitzner): Hilde

## Diskografie
- Richard Wagner: Tristan und Isolde, Gewandhausorchester Leipzig unter Franz Konwitschny, u. a. mit Margarete Bäumer. Aufnahme Leipzig 1950, 3-CD-Box, Preiser/Naxos 2001
- Richard Wagner: Tannhäuser, Gesamtaufnahme, Chor und Orchester der Bayerischen Staatsoper unter Robert Heger, u. a. mit Margarete Bäumer, Aufnahme München 1951, 3-CD-Box, Membran 2006 und 3-CD-Box Preiser/Naxos 2002
- Richard Strauss: Der Rosenkavalier, Gesamtaufnahme, Chor der Staatsoper Dresden und Staatskapelle Dresden unter Rudolf Kempe, u. a. mit Margarete Bäumer, Aufnahme Dresden 21.–23. Dezember 1950; 3-CD-Box, Gala, 2007, GL 100.633
- ABC der Gesangskunst. Historisches Gesangslexikon Teil 1 (Doppel-CD), Cantus-Line DA-Music, Diepholz 2002
- Great Singers Sing Wagner, u. a. mit Margarete Bäumer, 10-CD-Box, Membran Documents 2003
- Four German Sopranos of the Past: Margarete Bäumer, Emmy Bettendorf, Else Gentner-Fischer, Käte Heiderbach. Margarete Bäumer singt: Du kennst nun den Frevler (Don Juan) und Siegmund, sieh auf mich (Walküre), Preiser Records, Wien 2006, Best.-Nr. 89964
- Margarete Bäumer. Mit Arien aus Tannhäuser, Götterdämmerung, Tiefland, Don Diovanni und Fidelio. Hamburger Archiv für Gesangskunst, Hamburg 2007

## Ehrungen
Aus Anlass des 50. Geburtstages von Adolf Hitler wurde ihr am 20. April 1939 der Titel „Kammersängerin“ verliehen.